# Canillejas
Canillejas es un barrio de la ciudad de Madrid, ubicado en el distrito de San Blas-Canillejas.

## Historia

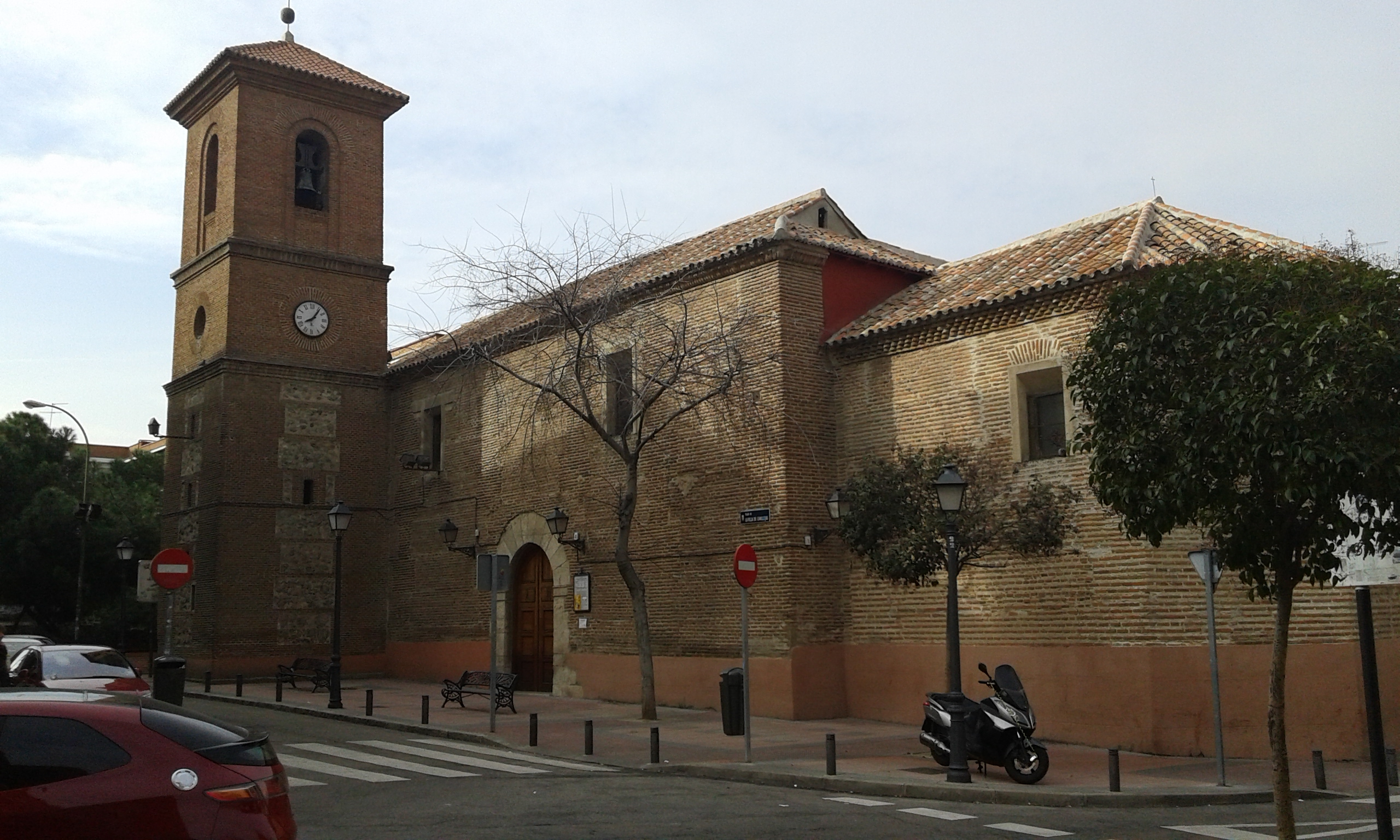
Iglesia parroquial de Santa María la Blanca

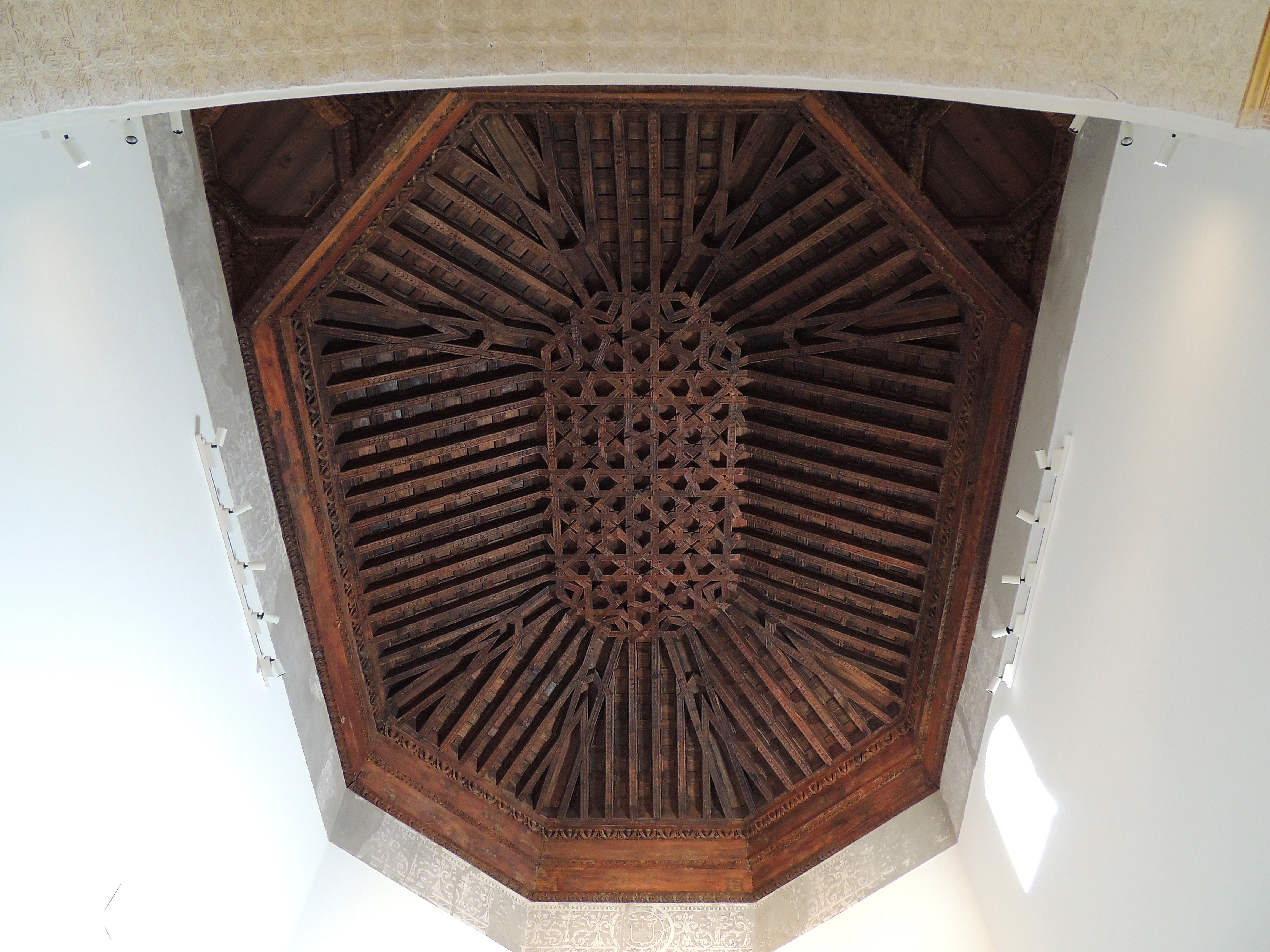
Armadura de la iglesia de Santa María la Blanca

Históricamente es una de las poblaciones más antiguas de la región de Madrid, situado al noreste de la capital, ya que fue fundada hacia el siglo XIII. En el estudio de los pueblos ordenado por el Cardenal Cisneros en el siglo XVI aparece Canillejas dentro de los municipios de Toledo. Aparece también dentro de las Relaciones Topográficas de Felipe II así como en el Catastro de Ensenada. Las menciones al municipio siempre se ponen en relación con la riqueza en el volumen de fanegas de trigo producidas. Igualmente se alude a la existencia de la parroquia mudéjar de Santa María la Blanca, del siglo XV/XVI (en magnífico estado de conservación) y a la de una venta en la que se cambiaban caballerizas en la antigua carretera de Aragón, que unía Madrid con Alcalá de Henares, Guadalajara, Zaragoza y Barcelona, siguiendo un trazado hoy fosilizado por la A-2.
El actual distrito de San Blas-Canillejas aparece como tierra de labor en el primer mapa de Canillejas, del año 1875, que era el único núcleo de población. 
En las dos primeras décadas del siglo XX se dobla la población de Canillejas, y de nuevo en las dos siguientes. Las fincas privadas y arboledas próximas, como la de la marquesa de Torre Arias y la del marqués de Canillejas, configuraban en esta época un municipio con un alto nivel de vida.
Con el desarrollismo, se convirtió en una zona de llegada de inmigrantes que acudían a la capital para trabajar en la industria de los alrededores, siendo por tanto un importante foco de agitación obrera.
El municipio de Canillejas perteneció al partido judicial de Alcalá de Henares hasta que fue anexionado al municipio de Madrid por Decreto de 24 de junio de 1949. Cuando se produjo la división administrativa de Madrid en distritos no se consiguió recuperar el nombre de Canillejas, que pasó a formar parte de San Blas. Esto cambió en septiembre de 2012, cuando San Blas cambió su nombre por el de San Blas-Canillejas, para dar justicia histórica al antiguo municipio.

## Demografía
| Gráfica de evolución demográfica de Canillejas entre 1842 y 1940 |
| |
| Población de derecho según los censos de población del INE Población de hecho según los censos de población del INEEntre el censo de 1950 y el anterior, este municipio desaparece porque se integra en el municipio 28079 (Madrid) |

## Equipamiento

### Centros educativos

#### Públicos
- Centro de educación de personas adultas Canillejas, calle Musas, 11
- Escuela de educación infantil Extremadura, calle de la Esfinge, 90
- Colegio público la Alameda, calle Musas, 9
- Colegio público Padre Coloma, calle Gutiérrez Canales, 19

#### Privados
- Colegio Amor de Dios, calle Gutiérrez Canales, 15
- Colegio Nuestra Señora de las Nieves, calle de Alcalá, 589
- Colegio concertado Santo Ángel de la Guarda, calle de Alcalá, 587

### Oficina de Correos
- Plaza del Párroco Luis Calleja, 12
- Calle de Boltaña, 67

### Sanidad
- Centro de salud Canillejas, calle Boltaña, 5

### Centros religiosos

#### Católicos
- Parroquia de Nuestra Señora del Camino, calle de Fenelón, 0
- Parroquia de Santa Adela, calle de San Faustino, 6
- Parroquia Santa María la Blanca de Canillejas, plaza del Párroco Luis Calleja, 1

#### Evangélicos
- Iglesia Elim, calle Musas, 16
- Misión Alianza Evangélica, calle de Alcalá, 634

### Otros
- Centro juvenil Miguel de Cervantes, calle de Aliaga, 5
- Biblioteca pública municipal Canillejas, calle Boltaña, 23
- Parque de Canillejas, calle del Néctar, 32